# Dictionnaire encyclopédique des sciences médicales
Le Dictionnaire encyclopédique des sciences médicales d'Amédée Dechambre est un ouvrage de la terminologie médicale. Sa publication a commencé en 1876 et a été terminée au début des années 1900.

## Histoire
Le Dictionnaire encyclopédique des sciences médicales d'Amédée Dechambre fut composé entre 1864 et 1889. L'édition commençant en 1876. Il est publié par Georges Masson et P. Asselin à Paris et sa publication s'étale sur 25 ans.
Le plan initial de l’ouvrage a donc dû être complété de façon ad hoc pour intégrer les nouveaux développements, notamment en histologie et en bactériologie. Inévitablement, au moment de la publication des derniers volumes, certaines contributions dans les volumes antérieurs devaient déjà être considérés comme obsolètes dans certains domaines. Cependant, grâce à la grande continuité du personnel à la tête de la rédaction, il a été possible de parvenir à une œuvre étonnamment homogène, largement reconnue par les médecins contemporains.

## Importance
Le Dictionnaire encyclopédique des sciences médicales est un ouvrage classique de la terminologie médicale,. Même aujourd'hui (en 2018), des publications médicales citent cet ouvrage.
Ce Dictionnaire encyclopédique est d'une grande utilité pour l’étude de l'histoire de la médecine dans la seconde moitié du XIXe siècle, de ses idées et les connaissances de l'époque ; et les références bibliographiques qui les accompagnent permettent d'aller plus loin dans la discussion contemporaine.

## Accès
Le dictionnaire est accessible en réimpression et en version numérique dès 1995.

## Directeurs de publication
- Amédée Dechambre
- Léon Lereboullet (d)

## Contributeurs
Plus de 200 scientifiques collaborent à cette publication.
- Charles Bouchard (médecine)
- Raphaël Blanchard (zoologie)
- Pierre Bodard de La Jacopière
- Édouard Marie Heckel (botanique)
- Lucien Leclerc
- Armand-Jean-Baptiste Rotureau (hydrologie)